# Tulsiczky András
Tulsiczky András (Mindszent, Abaúj vármegye, 1794. december 24. – ?) esperes-plébános.

## Élete
Egy ideig líceumi tanár volt, majd 1804-től az egri egyházmegye felosztása után pedig kassa-egyházmegyei esperes-plébános lett. Sárospatakon szolgált, amikor cenzornak nevezték ki, ezt a tisztséget 1834-ig viselte.

## Munkája
- Oratio funebris, qua piis Illustr. ac Rev. Dni Andreae Szabó episcopi Cassoviensis... manibus parentavit Cassoviae IX. Cal. Decembr. 1819. Sáros-Patakini, 1820.